# Rafał Simonides
Rafał Simonides (ur. 19 marca 1982 w Krakowie) – polski zawodnik boksu tajskiego, dwukrotny interkontynentalny mistrz World Muaythai Council oraz zwycięzca Pucharu Europy IFMA z 2006. Trener Reprezentacji Polski w muay thai.

## Życiorys
Simonides jest jednym z najbardziej utytułowanych zawodników boksu tajskiego pochodzącym z Polski. W jego dorobku znajdują się m.in. medale mistrzostw świata w muay thai, zawodowe pasy mistrzowskie WMC, zdobywane w 2006 (pierwszy raz przez Polaka) oraz 2013 czy Puchar Europy IFMA z 2006. Jest pierwszym Polakiem, który miał zaszczyt stoczyć pojedynki przed Pałacem Królewskim w Bangkoku, z okazji urodzin Króla oraz Królowej Tajlandii – obie uroczystości są w Tajlandii świętami państwowymi. Również jako pierwszy Polak stoczył w Tajlandii pojedynek na starożytnych zasadach Muay Boran, który zremisował (według zasad muay boran można wygrać tylko przez nokaut, w innym przypadku ogłasza się remis).
We wrześniu 2014 stoczył w Krakowie pojedynek na zasadach Muay Boran. Była to pierwsza walka w tej formule zorganizowana w Polsce, którą ostatecznie Polak wygrał. Po walce ogłosił zakończenie kariery zawodniczej.

## Ważniejsze osiągnięcia[2][8]
Amatorski rekord: 39-6-0
Zawodowy rekord: 42-9-1
- 2002: Mistrzostwa Polski w muay thai – 1. miejsce
- 2003: Mistrzostwa Świata IFMA – 3. miejsce w kat. 57 kg
- 2004: Mistrzostwa Świata IFMA – 3. miejsce w kat. 57 kg
- 2006: Puchar Europy IFMA w muay thai – 1. miejsce w kat. 57 kg
- 2006: interkontynentalny mistrz WMC w wadze lekkiej[3]
- 2011: Puchar Europy IFMA w muay thai – 3. miejsce w kat. 60 kg[9]
- 2013: interkontynentalny mistrz WMC w wadze lekkiej[10]
- 2013: mistrz WMC Tourmaline w wadze lekkiej[11]